# Psectrosciara rossi
Psectrosciara rossi är en tvåvingeart som beskrevs av Cook 1958. Psectrosciara rossi ingår i släktet Psectrosciara och familjen dyngmyggor. Inga underarter finns listade i Catalogue of Life.